# Barraca del carrer del Cementiri
La Barraca del carrer del Cementiri és una barraca de vinya de Calafell (Baix Penedès) protegida com a Bé Cultural d'Interès Local.

## Descripció
Es tracta d'una edificació d'ús agrícola de planta quadrangular, amb els cantons arrodonits, amb un sol espai interior del recinte del cementiri de Calafell. La porta és situada a l'extrem dret del mur est i és de forma quadrangular. La porta es caracteritza pel fet que té una doble llinda, formada per dues lloses planes entre les quals hi ha diverses peces de maçoneria. Sobre les llindes hi ha un arc de descàrrega realitzat amb pedres posades de cantell. Conserva una porta de fusta. Al cantó nord-oest hi ha una cisterna, per tancar-la, així com la capa de terra e amb coberta, a la qual s'accedeix des de l'interior de la barraca. La coberta és una volta cònica -o falsa cúpula- feta amb la superposició de filades de lloses planes, formant anells, el radi dels quals va decreixent progressivament. La volta de la barraca ha perdut la llosa que servia per tancar-la així com la capa de terra exterior. De cada costat de la barraca, a la part sud, hi arranca un marge de pedra seca. Mostra pèrdues de l'aparell a la part superior de l'angle nord-oest.
Els murs i la volta són fets amb peces irregulars de pedra unides en sec amb l'ajut de falques, també de pedra, de dimensions més petites. Els murs tenen un rebliment de pedruscall